# Ferrania
Ferrania est une société italienne qui produit des pellicules photographiques.

## Histoire
On peut faire remonter les origines de «Ferrania» à 1882, avec la naissance d’une société de dynamite, la SIPE (Société Italienne Produits Explosifs) de “Ferrania “ dans la commune de Cengio, en Ligurie.
Après la première guerre mondiale naquit une nouvelle usine à “ Ferrania “ .
Vers la fin de la guerre, l’usine fut reconvertie à la production de pellicules photographiques et pris la dénomination sociale de FILM - Fabrique Italienne Plaques Milan et fut associée, pendant quelque temps, à Pathé Frères de Vincennes, le plus grand établissement français de matériel photographique, créé en 1923.
En 1932 la société FILM s'associe d’abord à la société Cappelli, important fabricant de plaques photographiques et devient Film Cappelli-Ferrania. La société sera rachetée par la société "Tensi", un autre important fabricant de  produits pour les photos.
En 1935, la société est rachetée par IFI, la holding financière de la famille Agnelli, les patrons de Fiat.
C’est en 1938 que la société prend définitivement le nom de “Ferrania “.

Ancien logo de Ferrania

L’usine produisait du matériel photographique ainsi que des appareils photographiques.

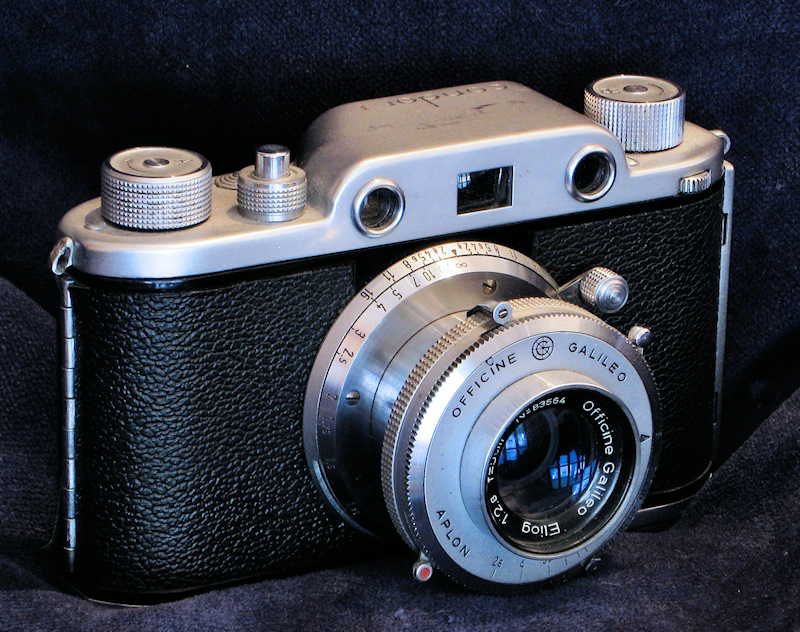
Appareil photo Ferrania Condor

En 1964, IFI opère une opération d'échange avec l'américain Minnesota Mining & Manufacturing - 3M. Ferrania lui permit de pénétrer les pays du "marché commun", c'est-à-dire la future Europe. La nouvelle entité prend le nom de  “ Ferrania-3M “. Bien des années plus tard, 3M concentrera le savoir-faire de Ferrania dans une société indépendante : Imation.
Ferrania a connu une énorme expansion de son activité au lendemain de la seconde guerre mondiale avec la production de films tels que "Ferraniacolor" ou les pellicules noir et blanc "Pancro 30" utilisées par Pier Paolo Pasolini pour beaucoup de ses films. Dans les années qui suivirent sa fusion avec 3M, après 1964 et dans le cadre d'Imation, l'entreprise a fabriqué et vendu ses pellicules photographiques sous les marques "Solaris" et "Scotch Chrome", et plusieurs autres grandes marques privées. Jusqu'en 2007 Ferrania est resté le seul fabricant de pellicules Format 126 "Instamatic Kodak" alors que Kodak avait arrêté sa fabrication le 31 décembre 1999.

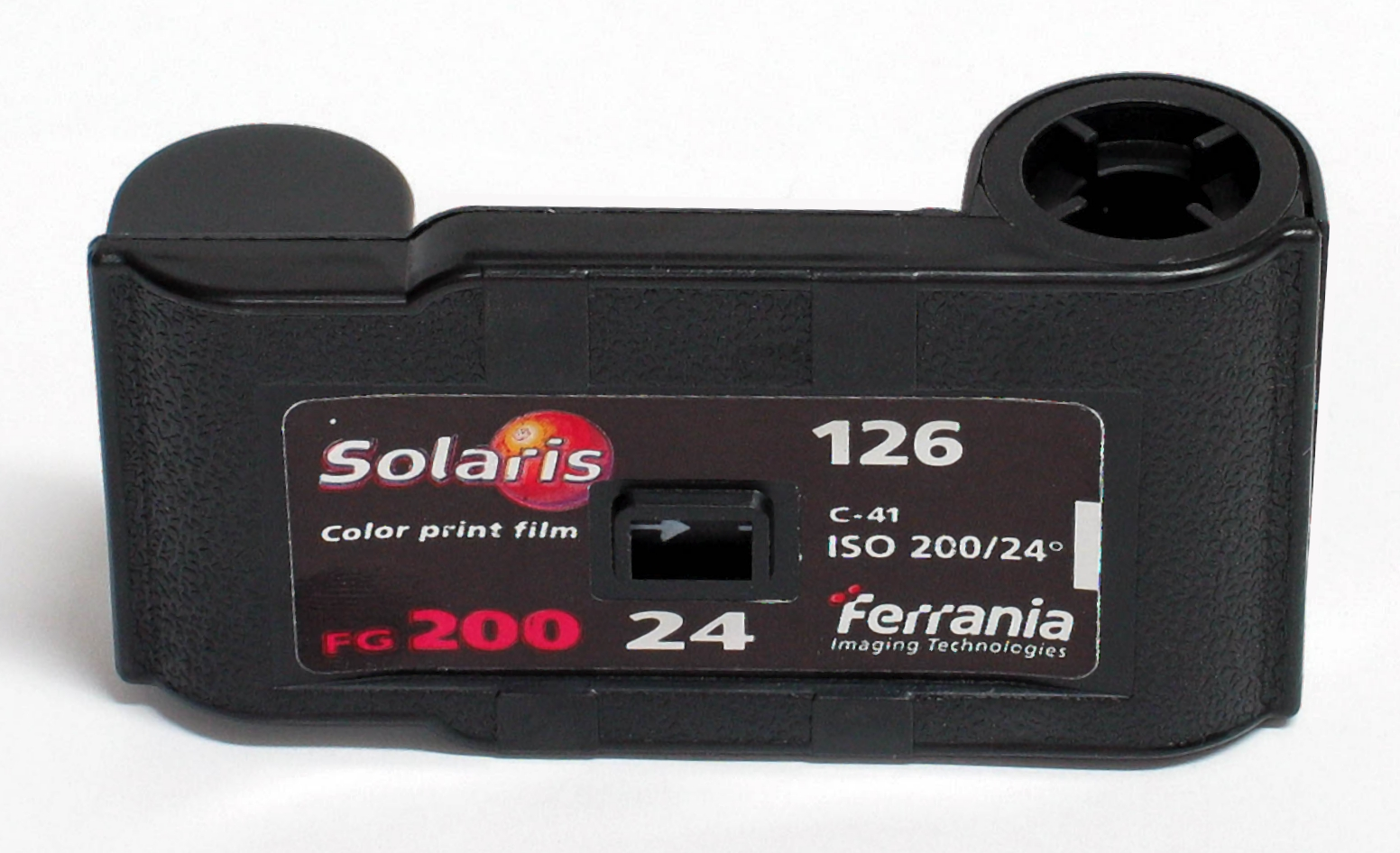
Cartouche Pellicule Ferrania 126

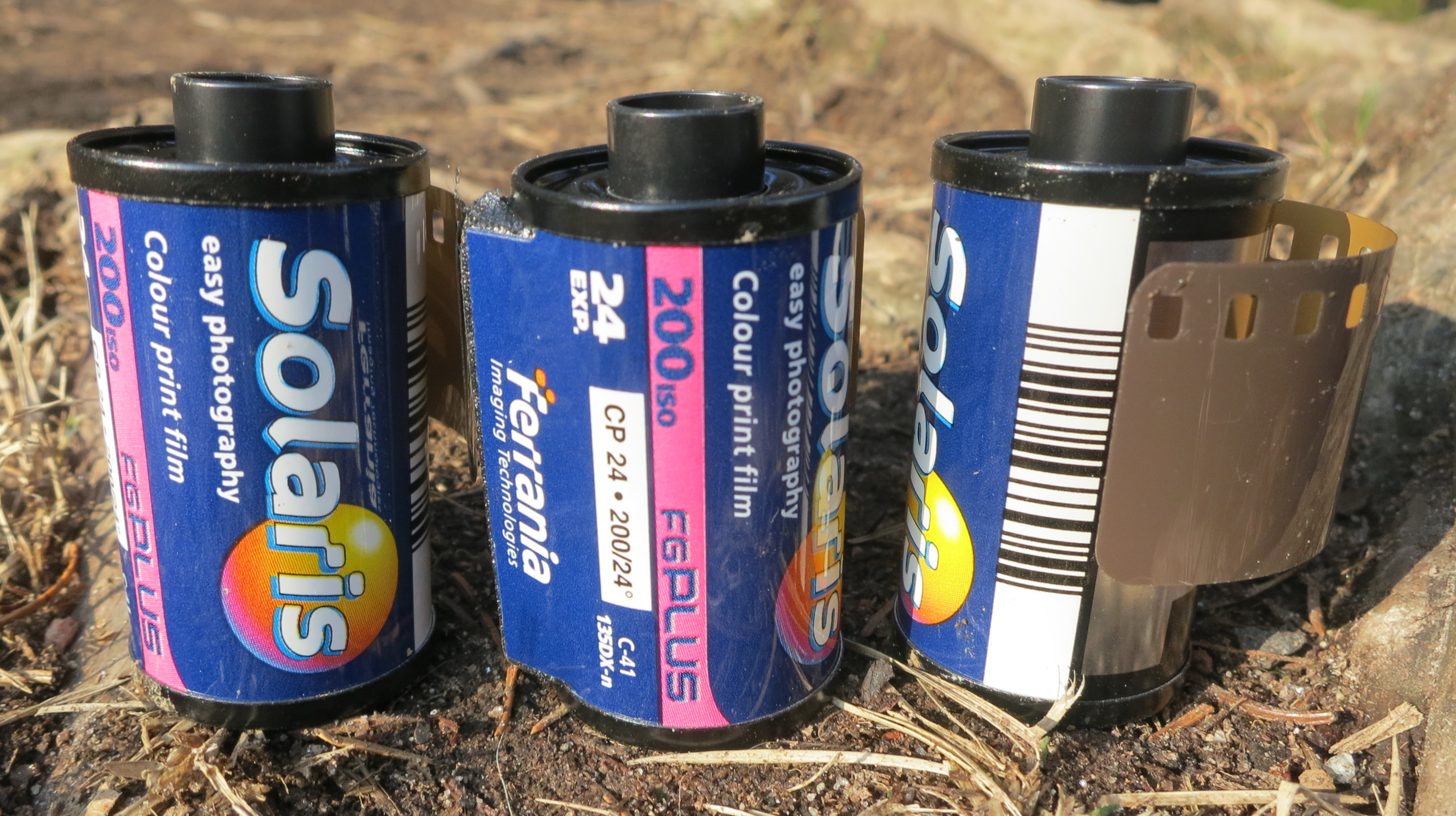
Ferrania Solaris 200 ASA 35 mm film

En juillet 2008, le Président de la société Ferrania a annoncé que la fabrication des films de couleur cesserait en décembre 2008. À la suite d'une pétition des clients utilisateurs, la société a décidé de reprendre en mars 2009, la production des films couleur de format 135 en 200 et 400 ASA. Cependant la fabrication de films photographiques a définitivement cessé en octobre 2012.

## FILM Ferrania
En 2013, la ligne de production des films photographiques a été rachetée par la nouvelle société « FILM Ferrania srl » qui a repris une partie de l'outil de production, ainsi que les bâtiments de Ferrania, dont le centre de recherche équipé d'une ligne de production miniature. Son personnel est composé d'un grand nombre de techniciens Ferrania licenciés en 2012. 
Le 19 novembre 2013 "FILM Ferrania" a présenté son équipe de direction de la production et de R&D. Il est formé par huit personnes, avec des années d'expérience dans le domaine. Sur le site web de la société figurent les noms, biographies et leurs photos.
« FILM Ferrania » a hérité de la marque historique Ferrania et a lancé une campagne de financement participatif dans le but de racheter les machines de production de l'ancienne usine Ferrania. Les contreparties promises alors consistaient entre-autres à des films couleur négatifs et inversibles produits à l'aide de reliquats d'ingrédients de l'époque Ferrania. La campagne fut un succès, amassant 322'420$ sur 250'000$. Les films couleur n'étant jamais sortis, les contributeurs se sont vu proposer en échange des bons sur le magasin en ligne de FILM Ferrania.
Nicola Baldini, responsable de la nouvelle société, a annoncé lors d'une interview, que Ferrania n'excluait pas la possibilité de redémarrer la production de films en noir et blanc, comme le fameux "Ferrania Pancro 30".
En avril 2017, Les premières cartouches du film P30 en version "ALPHA" sont expédiées. 
En 2021, FILM Ferrania ne produit que le film P30 en format 135 en quantité très réduite, malgré l'annonce d'une version 120 pour l'automne 2020. 